# Hamlet (film, 1900)
Hamlet (Le duel d'Hamlet) är en fransk kortfilm från 1900 baserad på Shakespeares pjäs med samma namn, med Sarah Bernhardt i titelrollen som Hamlet. Året innan hade hon gestaltat Hamlet på scen. Hon var dock varken den första eller den sista kvinnliga skådespelaren att gestalta denna roll.
Filmen antas vara den första filmatiseringen av William Shakespeares pjäs Hamlet, och även en av de första filmerna där skådespelarnas röster var inspelade och spelades upp samtidigt som filmen visades. Så även om filmen producerades under stumfilmseran är den tekniskt sett inte en stumfilm. Filmen är två minuter lång.
Filmen visades för publik under världsutställningen i Paris 14 april till 12 november 1900.